# Phyllovates cornuta
Phyllovates cornuta es una especie de mantis de la familia Mantidae.

## Distribución geográfica
Se encuentra en Costa Rica, Guatemala, México y Venezuela.